# 乞伏敕勃
乞伏敕勃（?—?），西秦宗室，陇西鲜卑人，是西秦国王乞伏归的儿子。
395年七月，后凉国君（三河王）吕光统领十万大军讨伐西秦。西秦左辅密贵周、左卫将军莫者羝劝西秦王乞伏乾归向吕光称藩，并且把乞伏敕勃送去作人质。吕光率军返回。乞伏乾归对此事深深懊悔，杀了密贵周和莫者羝。411年乞伏乾归将鲜卑族仆浑部落的三千多户居民强行迁往度坚城，任命乞伏敕勃为秦兴太守，镇守度坚城。